# Cépet (Haute-Garonne)
Pour les articles homonymes, voir Cépet.
Cépet est une commune française située dans le nord du département de la Haute-Garonne, en région Occitanie. Sur le plan historique et culturel, la commune est dans le Frontonnais, un pays entre Garonne et Tarn constitué d'une succession de terrasses caillouteuses qui ont donné naissance à de riches terroirs, réputés pour leus vins et leurs fruits.
Exposée à un climat océanique altéré, elle est drainée par le Girou et par divers autres petits cours d'eau.
Cépet est une commune urbaine qui compte 2 325 habitants en 2022, après avoir connu une forte hausse de la population depuis 1975. Elle appartient à l'unité urbaine de Toulouse et fait partie de l'aire d'attraction de Toulouse. Ses habitants sont appelés les Cépetois ou  Cépetoises.

## Géographie

### Localisation
La commune de Cépet se trouve dans le département de la Haute-Garonne, en région Occitanie.
Elle se situe à 16 km à vol d'oiseau de Toulouse, préfecture du département, et à 14 km de Villemur-sur-Tarn, bureau centralisateur du canton de Villemur-sur-Tarn dont dépend la commune depuis 2015 pour les élections départementales.
La commune fait en outre partie du bassin de vie de Toulouse.
Les communes les plus proches sont : 
Villeneuve-lès-Bouloc (2,2 km), Saint-Sauveur (2,5 km), Gargas (3,0 km), Gratentour (3,2 km), Bruguières (3,3 km), Labastide-Saint-Sernin (3,4 km), Bouloc (4,0 km), Villariès (4,9 km).
Sur le plan historique et culturel, Cépet fait partie du Frontonnais, un pays entre Garonne et Tarn constitué d'une succession de terrasses caillouteuses qui ont donné naissance à de riches terroirs, réputés pour leurs vins et leurs fruits.
Cépet est limitrophe de six autres communes.
Les communes limitrophes sont  Bruguières, Gargas, Gratentour, Labastide-Saint-Sernin, Saint-Sauveur et Villeneuve-lès-Bouloc.
|               | Villeneuve-lès-Bouloc |                        |
| Saint-Sauveur | Cépet                 | Gargas                 |
| Bruguières    | Gratentour            | Labastide-Saint-Sernin |

### Géologie et relief
La superficie de la commune est de 711 hectares ; son altitude varie de 123  à   185 mètres.

### Hydrographie

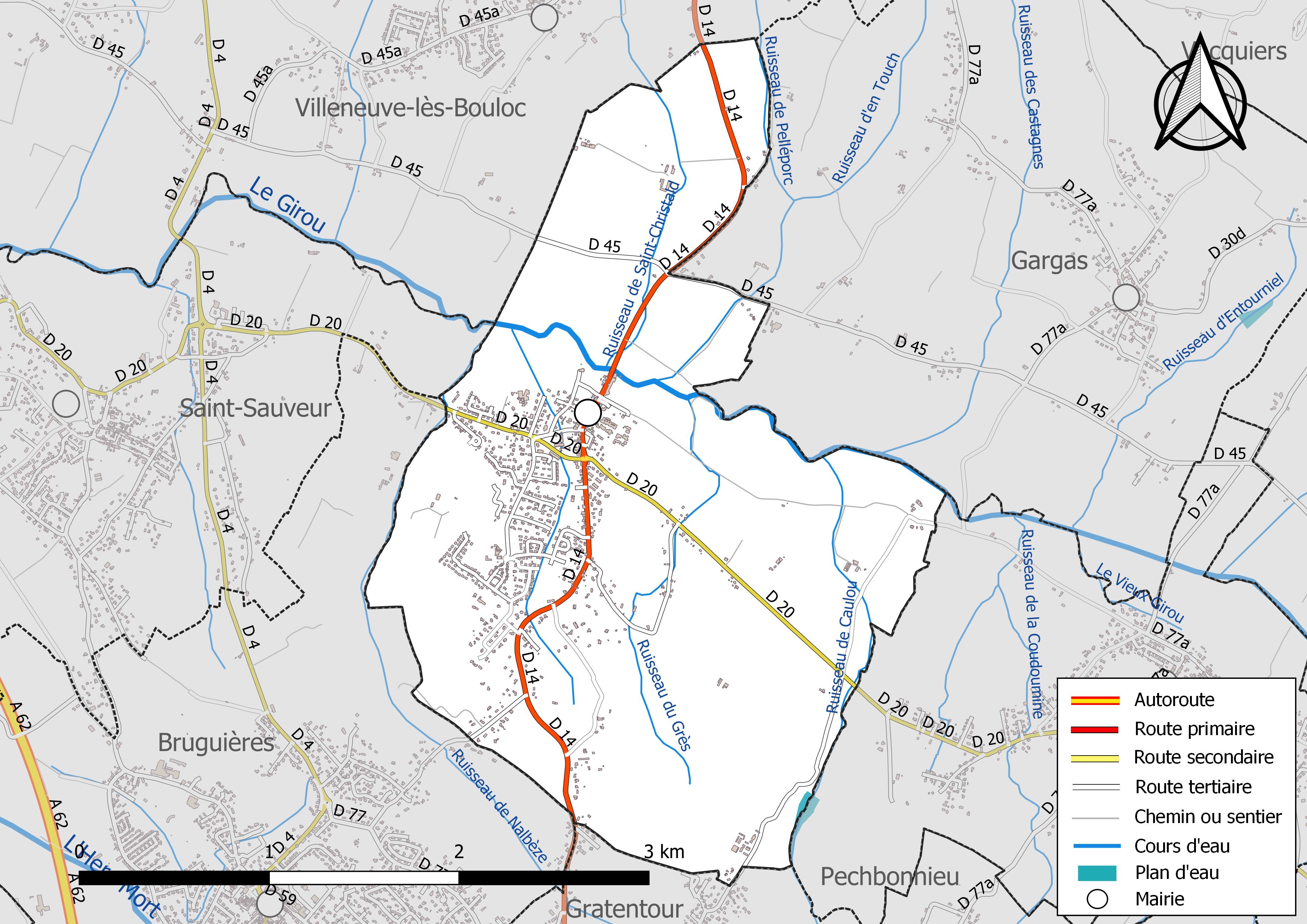
Réseaux hydrographique et routier de Cépet.

La commune est dans le bassin de la Garonne, au sein du bassin hydrographique Adour-Garonne. Elle est drainée par le Girou, le ruisseau de Caulou, le ruisseau de Nalbèze, le ruisseau d'en Touch, le ruisseau de Pelléporc, le ruisseau de Saint-Christald, le ruisseau du Grès et par un petit cours d'eau, constituant un réseau hydrographique de 11 km de longueur totale,.
Le Girou, d'une longueur totale de 64,5 km, prend sa source dans la commune de Puylaurens et s'écoule du sud-est vers le nord-ouest. Il traverse la commune et se jette dans l'Hers-Mort à Saint-Jory, après avoir traversé 31 communes.

### Climat
Pour des articles plus généraux, voir Climat de l'Occitanie et Climat de la Haute-Garonne.
En 2010, le climat de la commune est de type climat du Bassin du Sud-Ouest, selon une étude s'appuyant sur une série de données couvrant la période 1971-2000. En 2020, Météo-France publie une typologie des climats de la France métropolitaine dans laquelle la commune est exposée à un climat océanique altéré et est dans la région climatique Aquitaine, Gascogne, caractérisée par une pluviométrie abondante au printemps, modérée en automne, un faible ensoleillement au printemps, un été chaud (19,5 °C), des vents faibles, des brouillards fréquents en automne et en hiver et des orages fréquents en été (15 à 20 jours).
Pour la période 1971-2000, la température annuelle moyenne est de 13,1 °C, avec une amplitude thermique annuelle de 15,7 °C. Le cumul annuel moyen de précipitations est de 740 mm, avec 10,2 jours de précipitations en janvier et 5,7 jours en juillet. Pour la période 1991-2020, la température moyenne annuelle observée sur la station météorologique la plus proche, située sur la commune de Blagnac à 13 km à vol d'oiseau, est de 14,2 °C et le cumul annuel moyen de précipitations est de 627,0 mm,. Pour l'avenir, les paramètres climatiques de la commune estimés pour 2050 selon différents scénarios d’émission de gaz à effet de serre sont consultables sur un site dédié publié par Météo-France en novembre 2022.

### Milieux naturels et biodiversité
Aucun espace naturel présentant un intérêt patrimonial n'est recensé sur la commune dans l'inventaire national du patrimoine naturel,,.

## Urbanisme

### Typologie
Au 1er janvier 2024, Cépet est catégorisée ceinture urbaine, selon la nouvelle grille communale de densité à sept niveaux définie par l'Insee en 2022.
Elle appartient à l'unité urbaine de Toulouse, une agglomération inter-départementale regroupant 81  communes, dont elle est une commune de la banlieue,,. Par ailleurs la commune fait partie de l'aire d'attraction de Toulouse, dont elle est une commune de la couronne,. Cette aire, qui regroupe 527 communes, est catégorisée dans les aires de 700 000 habitants ou plus (hors Paris),.

### Occupation des sols
L'occupation des sols de la commune, telle qu'elle ressort de la base de données européenne d’occupation biophysique des sols Corine Land Cover (CLC), est marquée par l'importance des territoires agricoles (69,5 % en 2018), en diminution par rapport à 1990 (79,6 %). La répartition détaillée en 2018 est la suivante : 
terres arables (45,3 %), zones agricoles hétérogènes (20,8 %), forêts (16,1 %), zones urbanisées (14,5 %), prairies (3,4 %). L'évolution de l’occupation des sols de la commune et de ses infrastructures peut être observée sur les différentes représentations cartographiques du territoire : la carte de Cassini (XVIIIe siècle), la carte d'état-major (1820-1866) et les cartes ou photos aériennes de l'IGN pour la période actuelle (1950 à aujourd'hui).

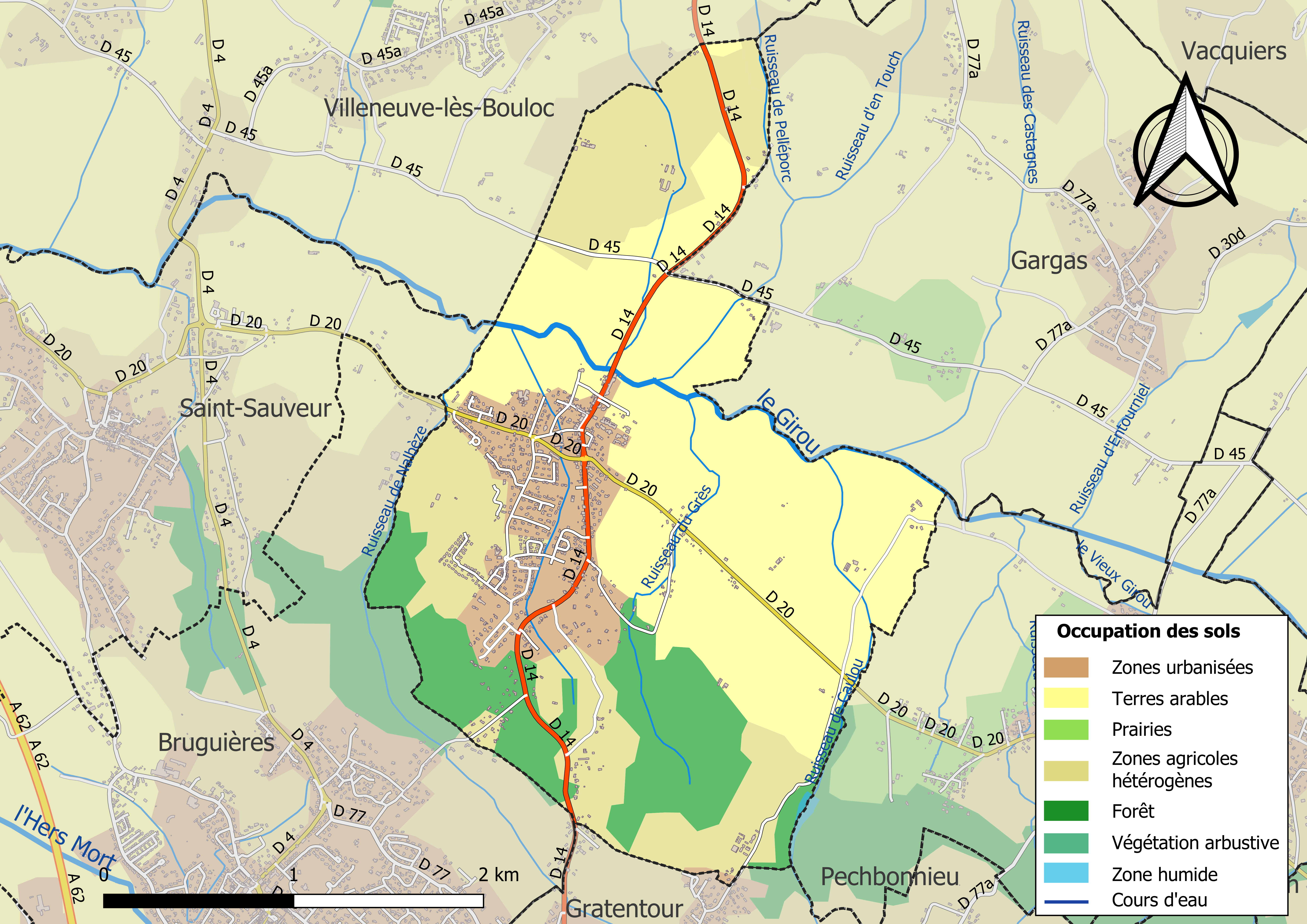
Carte des infrastructures et de l'occupation des sols de la commune en 2018 (CLC).

### Voies de communication et transports
La commune est accessible par la route, depuis l'Autoroute A62, par la sortie 11 (Saint-Jory).
La ligne 329 du réseau Arc-en-Ciel permet de rejoindre la station Borderouge du métro de Toulouse depuis le centre-ville, et la ligne 352 la gare routière de Toulouse et Villemur-sur-Tarn.
La commune est proche du réseau TER Occitanie, avec la gare de Saint-Jory.

### Risques majeurs
Le territoire de la commune de Cépet est vulnérable à différents aléas naturels : météorologiques (tempête, orage, neige, grand froid, canicule ou sécheresse), inondations et séisme (sismicité très faible). Un site publié par le BRGM permet d'évaluer simplement et rapidement les risques d'un bien localisé soit par son adresse soit par le numéro de sa parcelle.
Certaines parties du territoire communal sont susceptibles d’être affectées par le risque d’inondation par débordement de cours d'eau, notamment le Girou. La commune a été reconnue en état de catastrophe naturelle au titre des dommages causés par les inondations et coulées de boue survenues en 1982, 1999 et 2009,.

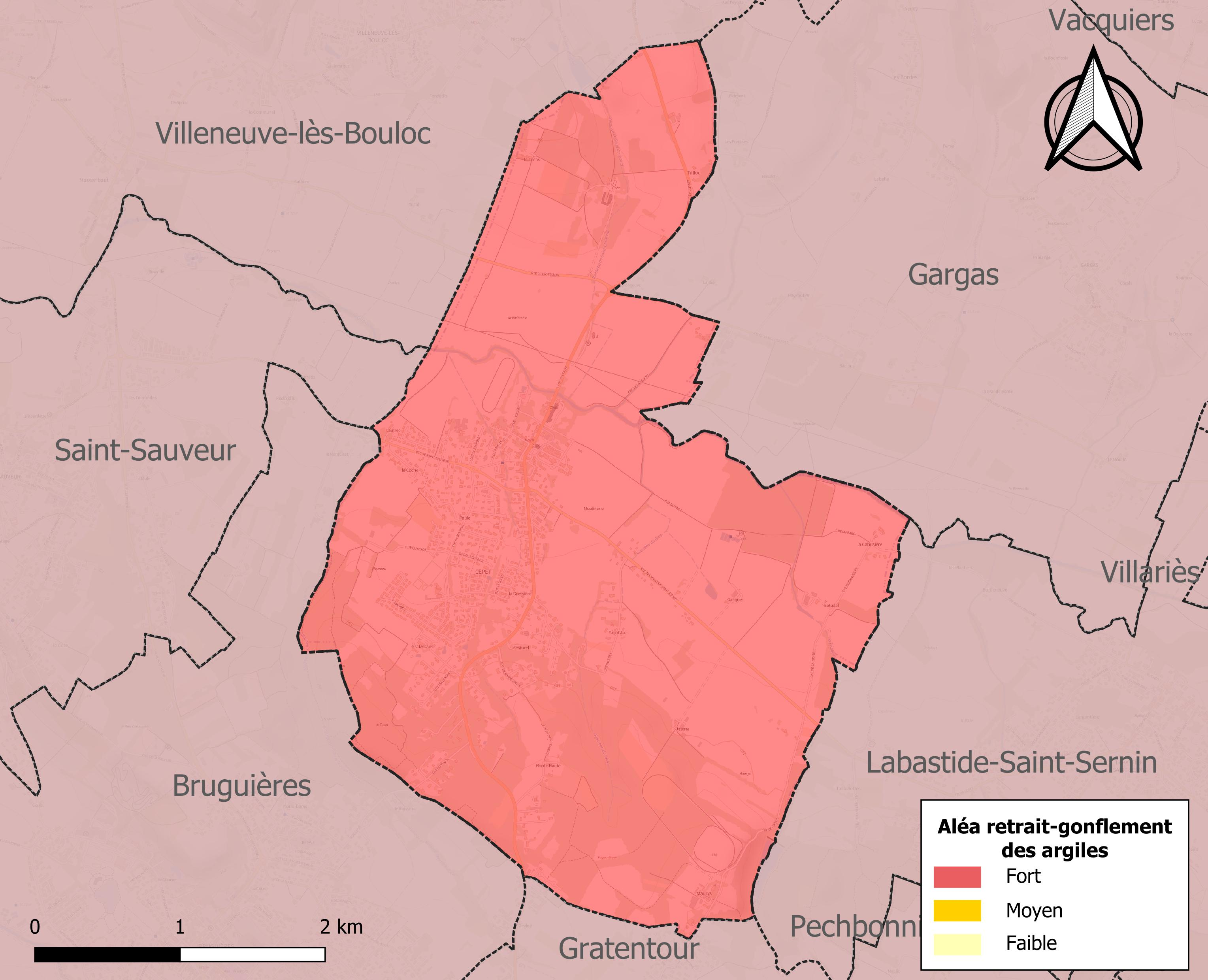
Carte des zones d'aléa retrait-gonflement des sols argileux de Cépet.

Le retrait-gonflement des sols argileux est susceptible d'engendrer des dommages importants aux bâtiments en cas d’alternance de périodes de sécheresse et de pluie. La totalité de la commune est en aléa moyen ou fort (88,8 % au niveau départemental et 48,5 % au niveau national). Sur les 536 bâtiments dénombrés sur la commune en 2019, 536 sont en aléa moyen ou fort, soit 100 %, à comparer aux 98 % au niveau départemental et 54 % au niveau national. Une cartographie de l'exposition du territoire national au retrait gonflement des sols argileux est disponible sur le site du BRGM,.
Par ailleurs, afin de mieux appréhender le risque d’affaissement de terrain, l'inventaire national des cavités souterraines permet de localiser celles situées sur la commune.
Concernant les mouvements de terrains, la commune a été reconnue en état de catastrophe naturelle au titre des dommages causés par la sécheresse en 1989, 1991, 1998, 2003, 2007, 2008, 2011, 2015, 2017 et 2020 et par des mouvements de terrain en 1999.

## Politique et administration

### Administration municipale
Le nombre d'habitants au recensement de 2017 étant compris entre 1 500 habitants et 2 499 habitants, le nombre de membres du conseil municipal pour l'élection de 2020 est de dix-neuf,.

### Rattachements administratifs et électoraux
Commune faisant partie de la cinquième circonscription de la Haute-Garonne de la communauté de communes du Frontonnais et du canton de Villemur-sur-Tarn (avant le redécoupage départemental de 2014, Cépet faisait partie de l'ex-canton de Fronton).
La commune fait aussi partie de l'Arrondissement de Toulouse.

### Liste des maires
| Période                                  | Période   | Identité                    | Étiquette | Qualité |
| ---------------------------------------- | --------- | --------------------------- | --------- | --- |
| Les données manquantes sont à compléter. |           |                             |           | |
| 1858                                     | 1869      | Paulin Gasc                 |           | |
| 1869                                     | 1870      | André Pradel                |           | |
| 1870                                     | 1871      | Joseph Amboise              |           | |
| 1871                                     | 1871      | André Pradel                |           | |
| 1871                                     | 1873      | Joseph Amboise              |           | |
| 1873                                     | 1900      | Théodule Lassalle           |           | |
| 1900                                     | 1903      | Louis Lassalle              |           | |
| 1903                                     | 1904      | Jean Pradel                 |           | |
| 1904                                     | 1908      | Louis Lassalle              |           | |
| 1908                                     | 1915      | Barthélemy Brel             |           | |
| 1915                                     | 1919      | Pierre Gauzignac            |           | |
| 1919                                     | 1925      | Robert Guillou (1886-1952)  |           | Agriculteur Chevalier du Mérite agricole (1931)                                                             |
| 1925                                     | 1935      | Jérôme Bourgères            |           | |
| 1935                                     | 1944      | Arnaud Bourgères            |           | |
| 1944                                     | 1959      | Gabriel Reclus              |           | |
| 1959                                     | 1983      | Bernard Guillou (1922-2009) |           | Président de coopérative agricole                                                                           |
| 1983                                     | 1990      | Georges Teychené            |           | |
| 1990                                     | mars 2001 | Émile Astruc                |           | |
| mars 2001                                | mars 2014 | Michel Laynat               | DVD       | Retraité Vice-président de la CC du Frontonnais                                                             |
| mars 2014                                | mars 2015 | Chantal Mourier             | DVG       | Retraitée de la Défense, ancienne adjointe                                                                  |
| avril 2015                               | mai 2020  | Didier Miquel               | SE        | Retraité Vice-président de la CC du Frontonnais                                                             |
| mai 2020                                 | En cours  | Colette Solomiac            | SE        | Directrice communication retraitée, ancienne 1re adjointe Vice-présidente de la CC du Frontonnais (2020 → ) |

## Population et société

### Démographie
L'évolution du nombre d'habitants est connue à travers les recensements de la population effectués dans la commune depuis 1793. Pour les communes de moins de 10 000 habitants, une enquête de recensement portant sur toute la population est réalisée tous les cinq ans, les populations de référence des années intermédiaires étant quant à elles estimées par interpolation ou extrapolation. Pour la commune, le premier recensement exhaustif entrant dans le cadre du nouveau dispositif a été réalisé en 2008.

En 2022, la commune comptait 2 325 habitants, en évolution de +32,55 % par rapport à 2016 (Haute-Garonne : +8,02 %, France hors Mayotte : +2,11 %).
| 1793 | 1800 | 1806 | 1821 | 1831 | 1836 | 1841 | 1846 | 1851 |
| ---- | ---- | ---- | ---- | ---- | ---- | ---- | ---- | ---- |
| 264  | 204  | 308  | 332  | 337  | 415  | 386  | 416  | 420  |

| 1856 | 1861 | 1866 | 1872 | 1876 | 1881 | 1886 | 1891 | 1896 |
| ---- | ---- | ---- | ---- | ---- | ---- | ---- | ---- | ---- |
| 360  | 360  | 354  | 326  | 357  | 332  | 314  | 320  | 309  |

| 1901 | 1906 | 1911 | 1921 | 1926 | 1931 | 1936 | 1946 | 1954 |
| ---- | ---- | ---- | ---- | ---- | ---- | ---- | ---- | ---- |
| 300  | 317  | 287  | 267  | 277  | 240  | 253  | 229  | 288  |

| 1962 | 1968 | 1975 | 1982 | 1990  | 1999  | 2006  | 2008  | 2013  |
| ---- | ---- | ---- | ---- | ----- | ----- | ----- | ----- | ----- |
| 344  | 481  | 697  | 908  | 1 023 | 1 315 | 1 455 | 1 499 | 1 679 |

| 2018  | 2022  | - | - | - | - | - | - | - |
| ----- | ----- | - | - | - | - | - | - | - |
| 2 003 | 2 325 | - | - | - | - | - | - | - |

| selon la population municipale des années : | 1968 | 1975 | 1982 | 1990 | 1999 | 2006 | 2009 | 2013 |
| Rang de la commune dans le département      | 168  | 116  | 112  | 117  | 117  | 121  | 122  | 120  |
| Nombre de communes du département           | 592  | 582  | 586  | 588  | 588  | 588  | 589  | 589  |

### Santé
Maison de retraite type EHPAD Les Serpolets,

### Enseignement
Cépet fait partie de l'académie de Toulouse.
L'éducation est assurée sur la commune par le groupe scolaire Paule : maternelle et élémentaire.
La commune fait partie du secteur du collège Claude Cornac de Gratentour, ainsi que du lycée Pierre Bourdieu de Fronton.

### Culture et festivité
Salle des fêtes, centre de loisirs, danse, musique.

### Activités sportives
Tennis, football, chasse, pétanque.

### Écologie et recyclage
La collecte et le traitement des déchets des ménages et des déchets assimilés ainsi que la protection et la mise en valeur de l'environnement se font dans le cadre de la communauté de communes du Frontonnais,.
Il existe aussi sur la commune une usine de traitement des eaux usées du SITEC.

## Économie

### Revenus
En 2018  (données Insee publiées en septembre 2021), la commune compte 763 ménages fiscaux, regroupant 1 910 personnes. La médiane du revenu disponible par unité de consommation est de 24 220 € (23 140 € dans le département).

### Emploi
|                | 2008  | 2013  | 2018  |
| -------------- | ----- | ----- | ----- |
| Commune        | 2,7 % | 5,5 % | 7,1 % |
| Département    | 7,7 % | 9,6 % | 9,3 % |
| France entière | 8,3 % | 10 %  | 10 %  |

En 2018, la population âgée de 15 à 64 ans s'élève à 1 241 personnes, parmi lesquelles on compte 79,5 % d'actifs (72,4 % ayant un emploi et 7,1 % de chômeurs) et 20,5 % d'inactifs,. Depuis 2008, le taux de chômage communal (au sens du recensement) des 15-64 ans est inférieur à celui de la France et du département.
La commune fait partie de la couronne de l'aire d'attraction de Toulouse, du fait qu'au moins 15 % des actifs travaillent dans le pôle,. Elle compte 336 emplois en 2018, contre 356 en 2013 et 343 en 2008. Le nombre d'actifs ayant un emploi résidant dans la commune est de 919, soit un indicateur de concentration d'emploi de 36,5 % et un taux d'activité parmi les 15 ans ou plus de 62,7 %.
Sur ces 919 actifs de 15 ans ou plus ayant un emploi, 70 travaillent dans la commune, soit 8 % des habitants. Pour se rendre au travail, 92,1 % des habitants utilisent un véhicule personnel ou de fonction à quatre roues, 3 % les transports en commun, 3,1 % s'y rendent en deux-roues, à vélo ou à pied et 1,7 % n'ont pas besoin de transport (travail au domicile).

### Activités hors agriculture

#### Secteurs d'activités
109 établissements sont implantés  à Cépet au 31 décembre 2019. Le tableau ci-dessous en détaille le nombre par secteur d'activité et compare les ratios avec ceux du département,.
| Secteur d'activité                                                                                        | Commune | Commune | Département |
| Secteur d'activité                                                                                        | Nombre  | %       | %           |
| --- | ------- | ------- | ----------- |
| Ensemble                                                                                                  | 109     | 100 %   | (100 %)     |
| Industrie manufacturière, industries extractives et autres                                                | 3       | 2,8 %   | (5,7 %)     |
| Construction                                                                                              | 13      | 11,9 %  | (12 %)      |
| Commerce de gros et de détail, transports, hébergement et restauration                                    | 18      | 16,5 %  | (25,9 %)    |
| Information et communication                                                                              | 1       | 0,9 %   | (4,1 %)     |
| Activités financières et d'assurance                                                                      | 3       | 2,8 %   | (3,8 %)     |
| Activités immobilières                                                                                    | 3       | 2,8 %   | (4,2 %)     |
| Activités spécialisées, scientifiques et techniques et activités de services administratifs et de soutien | 25      | 22,9 %  | (19,8 %)    |
| Administration publique, enseignement, santé humaine et action sociale                                    | 27      | 24,8 %  | (16,6 %)    |
| Autres activités de services                                                                              | 16      | 14,7 %  | (7,9 %)     |

Le secteur de l'administration publique, l'enseignement, la santé humaine et l'action sociale est prépondérant sur la commune puisqu'il représente 24,8 % du nombre total d'établissements de la commune (27 sur les 109 entreprises implantées  à Cépet), contre 16,6 % au niveau départemental.

#### Entreprises et commerces
Les cinq entreprises ayant leur siège social sur le territoire communal qui génèrent le plus de chiffre d'affaires en 2020 sont : 
- Castel Et Girou, hébergement médicalisé pour personnes âgées (3 941 k€)
- SL 31, transports routiers de fret de proximité (1 014 k€)
- Hostellia Sante, supports juridiques de programmes (314 k€)
- JMS Immo, activités des marchands de biens immobiliers (265 k€)
- SIGMA, activités des sociétés holding (129 k€)

### Agriculture
|               | 1988 | 2000 | 2010 | 2020 |
| ------------- | ---- | ---- | ---- | ---- |
| Exploitations | 16   | 10   | 6    | 5    |
| SAU (ha)      | 473  | 284  | 365  | 467  |

La commune est dans le Lauragais, une petite région agricole occupant le nord-est du département de la Haute-Garonne, dont les coteaux portent des grandes cultures en sec avec une dominante blé dur et tournesol. En 2020, l'orientation technico-économique de l'agriculture  sur la commune est la culture de céréales et/ou d'oléoprotéagineuses. Cinq exploitations agricoles ayant leur siège dans la commune sont dénombrées lors du recensement agricole de 2020 (16 en 1988). La superficie agricole utilisée est de 467 ha,,.

## Culture locale et patrimoine

### Lieux et monuments
- Église Sainte-Foy.

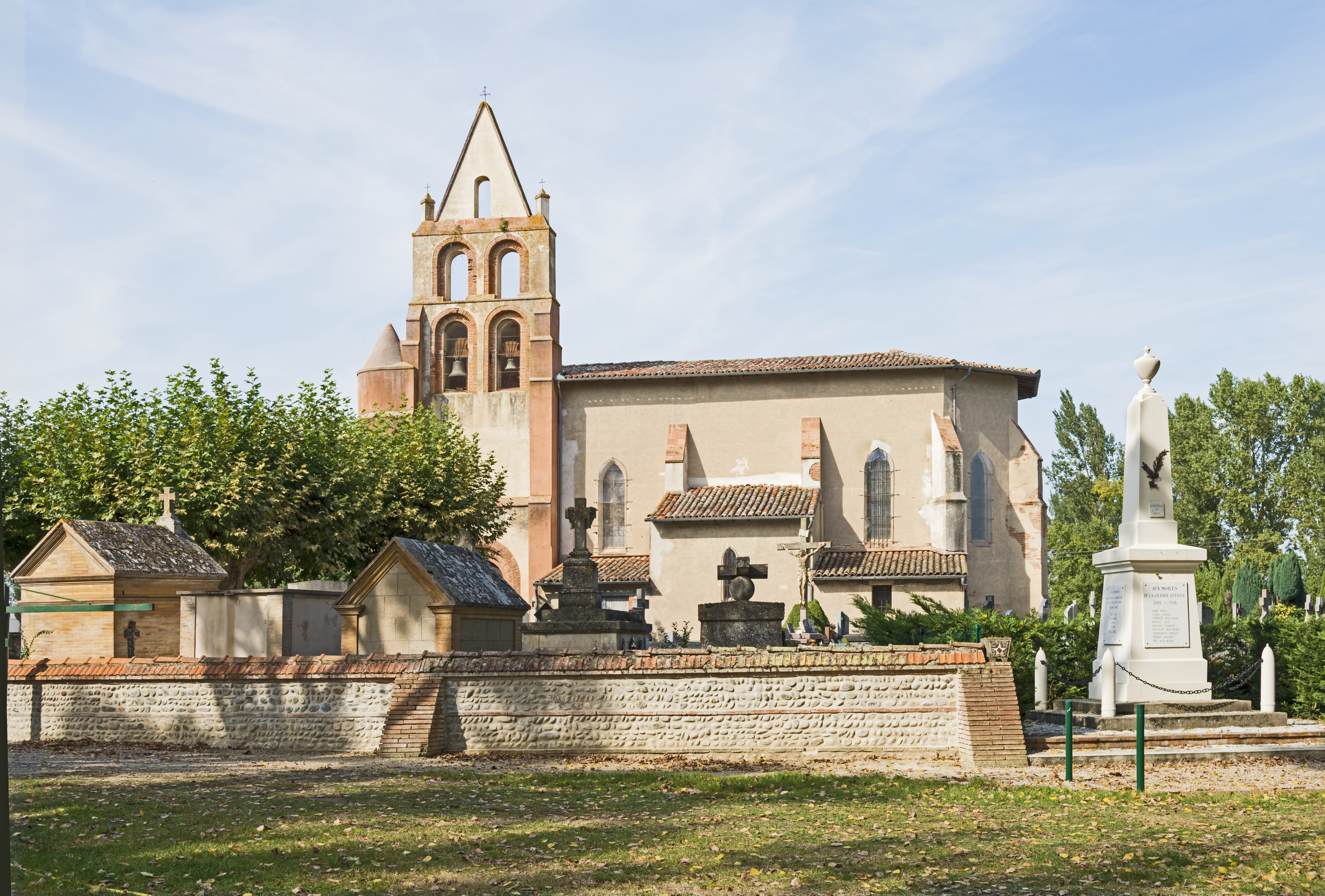
L'église.

### Personnalités liées à la commune
- Marguerite Canal (1890-1978), musicienne et compositrice, y mourut.

### Héraldique
| Blason de Cépet | Blason  | Tiercé en pairle renversé : au premier d'azur à une tour d'argent ouverte et maçonnée de sable, surmontée d'une étoile d'or, au second d'or à un gril de gueules, au troisième de gueules à une croix cléchée, vidée et pommetée de douze pièces d'or.[réf. nécessaire] |
| Blason de Cépet | Détails | Le statut officiel du blason reste à déterminer. |

## Pour approfondir